# Chris Carney
Pour les articles homonymes, voir Carney.
Christopher P. Carney dit Chris Carney, né le 2 mars 1959 à Cedar Rapids, est un homme politique américain. Membre du Parti démocrate, il est élu pour la Pennsylvanie à la Chambre des représentants des États-Unis de 2007 à 2011.

## Biographie

### Jeunesse et carrière professionnelle
Carney est né dans l'Iowa, d'un père militaire et enseignant, démocrate conservateur, et d'une mère diététicienne et républicaine. Il est l'ainé de cinq enfants.
Diplômé en sciences politiques du Cornell College en Iowa, puis de l'université du Wyoming (master) et de l'université du Nebraska (doctorat), Carney devient enseignant sur le campus Worthington Scranton de l'université d'État de Pennsylvanie (Penn State) en 1992.
Engagé dans la United States Navy Reserve à partir de 1995, Carney sert en Afghanistan après le 11 septembre. Il est par la suite analyse pour le renseignement américain au sein du département de la Défense. En 2002, il rejoint une équipe cherchant à trouver des liens entre des États et des groupes terroristes (en anglais : Policy Counterterrorism Evaluation Group). Le groupe affirme alors que des liens existent entre Al-Qaïda et l'Irak. Après la guerre d'Irak, le rôle de cette unité est critiqué, bien que la guerre soit finalement déclenchée pour la supposée détention d'armes nucléaires par le pays.
En 2004, Carney retourne enseigner les sciences politiques à Penn State.

### Représentant des États-Unis
Lors des élections de 2006, Carney se présente à la Chambre des représentants des États-Unis dans le 10e district de Pennsylvanie. La circonscription est un bastion républicain du nord-est de l'État,. Profitant des déboires du républicain sortant Don Sherwood, accusé de violences conjugales envers une maîtresse, il remporte l'élection avec 53 % des voix.
Il est réélu en 2008 avec 56 % des suffrages. Durant son mandat, Carney fait partie de l'aile droite du groupe démocrate et de la Blue Dog Coalition. S'il vote en faveur du plan de relance et de la réforme de la santé proposés par le président Obama, il s'oppose au renflouement des banques et à sa réforme énergétique,. Il est par ailleurs opposé à l'avortement et souhaite une politique plus répressive en matière d'immigration.
Carney est battu par Tom Marino lors de la vague républicaine de 2010 (45 % contre 55 %).